# Balboa (Mondkrater)
Balboa ist ein Einschlagkrater am nordwestlichen Rand der Mondvorderseite.
Er liegt am westlichen Rand des Oceanus Procellarum, nördlich des benachbarten Kraters Dalton und südwestlich der Wallebene von Struve.
Der Kraterrand ist stark erodiert. Das Innere weist Bruchrillen auf.
| Buchstabe | Position           | Durchmesser | Link |
| --------- | ------------------ | ----------- | ---- |
| A         | 17,42° N, 82,02° W | 47 km       |      |
| B         | 20,52° N, 82,52° W | 54 km       |      |
| C         | 19,55° N, 79,16° W | 26 km       |      |
| D         | 18,25° N, 79,74° W | 40 km       |      |

Der Krater wurde 1964 von der IAU nach dem spanischen Entdecker Vasco Núñez de Balboa offiziell benannt.